# Virgil Donati
Virgil Donati, född 22 oktober 1957 i Melbourne, är en australisk trummis, känd för sin medverkan i popbandet Southern Sons och metal fusion-gruppen Planet X där han spelade med bl.a. Derek Sherinian och Allan Holdsworth.
Donati anses vara en av världens skickligaste trumslagare.